# Самород
Самород — деревня в Наро-Фоминском районе Московской области, входит в состав сельского поселения Волчёнковское. Численность постоянного населения по Всероссийской переписи 2010 года — 5 человек, в деревне числятся 2 садовых товарищества. До 2006 года Самород входил в состав Афанасьевского сельского округа.
Деревня расположена в юго-западной части района, на безымянном правом притоке реки Исьма (приток Протвы), примерно в 5 км к востоку от города Верея, у границы с Можайским районом, высота центра над уровнем моря 190 м. Ближайший населённый пункт — Волчёнки в 1,7 км на юго-запад.